# Фёдоров, Борис Григорьевич
Бори́с Григо́рьевич Фёдоров (13 февраля 1958, Москва — 19 ноября 2008, Лондон) — российский государственный и политический деятель, финансист, бизнесмен и инвестор, фермер и историк-любитель. Доктор экономических наук.

## Биография
Родился в Москве 13 февраля 1958 года, русский. В 1980 году окончил Московский финансовый институт (ныне — Финансовый университет при Правительстве Российской Федерации) по специальности «международные экономические отношения». В 1985 году защитил кандидатскую диссертацию на тему «Организация и экономическая роль современной срочной биржевой торговли в развитых капиталистических странах»; а в 1990 — докторскую на тему «Рынок ссудных капиталов в экономике современного капитализма».
С 1980 по 1987 год работал экономистом, старшим экономистом в Главном валютно-экономическом управлении Госбанка СССР. С 1987 по 1989 год — старший исследователь, старший научный сотрудник Института мировой экономики и международных отношений АН СССР. В 1989—1990 годах — референт социально-экономического отдела ЦК КПСС. Член КПСС до августа 1991 года.

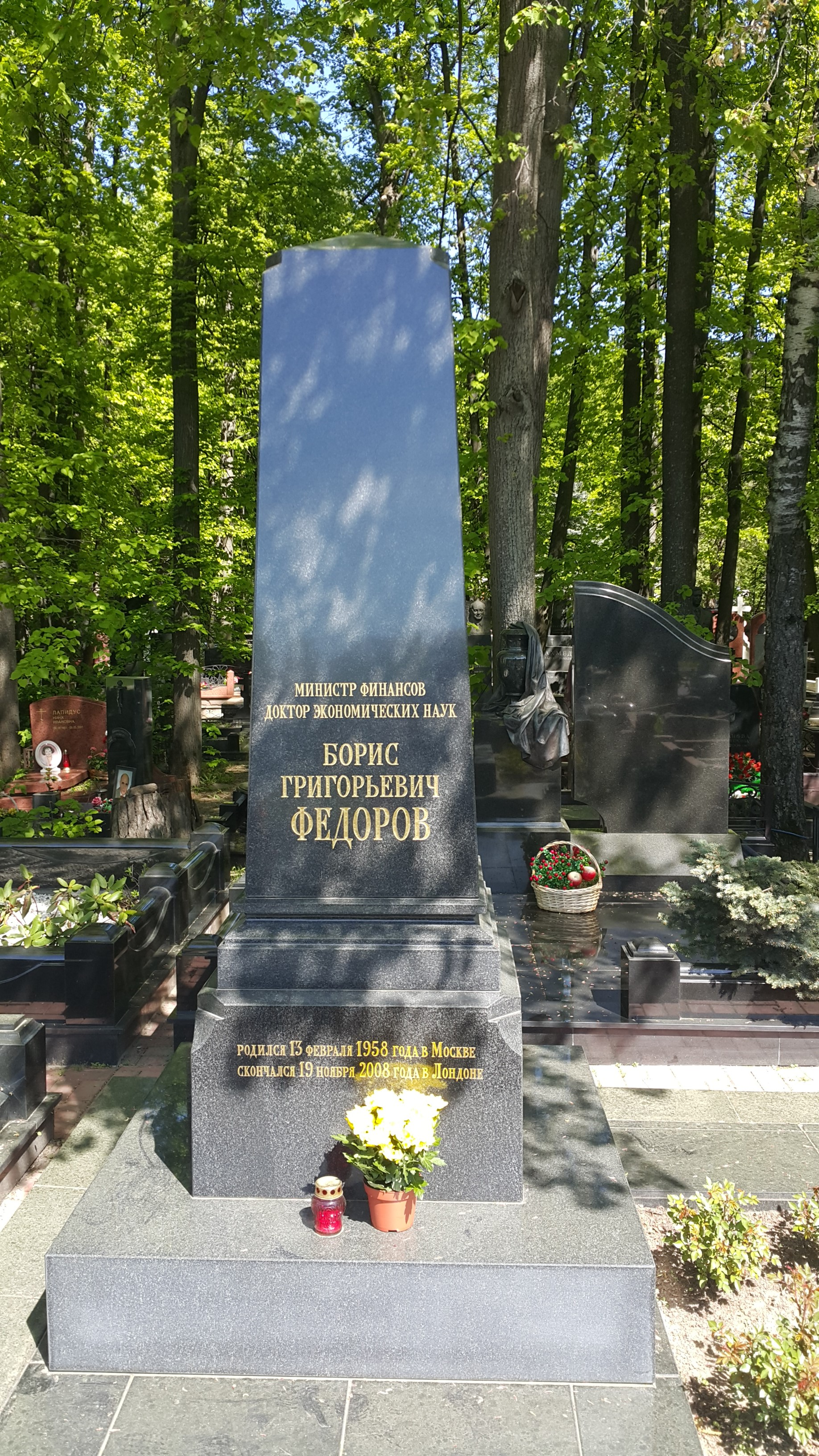
Могила Б. Г. Фёдорова на Троекуровском кладбище Москвы

Входил в авторский коллектив Г. А. Явлинского, разрабатывавший программу «500 дней».
С июля 1990 года — министр финансов РСФСР, однако в декабре 1990 ушёл в отставку после отказа правительства от программы «500 дней». В 1991—1992 — руководитель отдела по проектам в России и СНГ в ЕБРР, затем — исполнительный директор от России во Всемирном банке, работал по проектам в Петербурге. С декабря 1992 по декабрь 1993 — Заместитель Председателя Совета Министров Российской Федерации, с марта 1993 года — одновременно Министр финансов Российской Федерации.
Летом 1992 года при рассмотрении кандидатур на пост председателя Центрального банка России, среди прочих, обсуждалась и кандидатура Б. Федорова, однако назначение не состоялось.
В январе 1994 года ушёл из правительства, создал Объединённую финансовую группу (ОФГ) и стал председателем новой политической партии «Вперёд, Россия!».
В 1993—1998 — депутат Государственной думы. В 1993 избирательным блоком Е. Т. Гайдара «Выбор России» был выдвинут кандидатом в депутаты по Юго-Восточному округу Москвы № 205. В Госдуме вошёл сначала во фракцию «Выбор России», однако уже 17 января 1994 вышел из неё и вступил в депутатскую группу «Союз 12 декабря». В 1995 году выиграл выборы в Госдуму II-го созыва по Люблинскому округу Москвы № 195. Был членом Комитета Госдумы по бюджету, налогам, банкам и финансам.
В 1996 г. являлся доверенным лицом кандидата Б. Н. Ельцина на президентских выборах.
С мая по сентябрь 1998 — руководитель Госналогслужбы, в августе — сентябре 1998 — Заместитель Председателя Правительства Российской Федерации.
В 1999 г. после переговоров с коалицией «Правое дело» и партией «Наш дом — Россия» сделал выбор в пользу второй и избирался от неё в Государственную думу III созыва, войдя в первую четвёрку списка вместе с Черномырдиным, Рыжковым и Аяцковым.
В 1999 году участвовал в выборах губернатора и вице-губернатора Московской области в паре с Александром Лебедевым, заняв в I туре 5-е место и набрав 9,15 % (302 081 голосов). В своей кампании использовал представление о катастрофическом положении Московской области, выступал за установление в Московской области льготного режима налогообложения, сбор налогов по месту жительства, а не работы. Кроме того, за наведение порядка в области управления собственностью, не принадлежащей Московской области, рекламировал себя как опытного финансиста, способного навести порядок в областной казне.
С 2000 года — член советов директоров ПАО «Газпром» и РАО «ЕЭС», член наблюдательного совета ПАО «Сбербанк». Почётный председатель Русского экономического общества.
В 2003 году выдвигался в Государственную думу по спискам блока «Новый курс — автомобильная Россия», войдя в первую тройку списка.
Свободно владел английским, составил и издал популярный англо-русский банковский и валютно-кредитный словарь терминов, содержащий 15 тыс. терминов и статей в издании 2000 года.
Был зарегистрирован как фермер, занимался восстановлением усадеб, писал и издавал книги по истории России.
В процессе исследования собственной родословной выяснил, что является пра-пра-правнучатым племянником русского композитора М. И. Глинки. В 2004 году в честь 200-летия со дня рождения Глинки профинансировал чеканку памятной медали с изображением композитора и издал его записки. В соавторстве с Н. Деверилиной и Т. Королёвой он выпустил ещё одну книгу под названием «Смоленские Глинки. 350 лет на службе России. 1654—2004: Родословная рода Глинок и потомков сестёр М. И. Глинки».
В 2004 году основал серию «Историческая библиотека Б. Г. Фёдорова», в рамках которой издал более 10 книг.
Был женат, у него остались сын и дочь.
Скончался на 51-м году жизни 20 ноября 2008 года в Лондоне, где проходил лечение после инсульта.
Похоронен в Москве на Троекуровском кладбище.

## Труды
- Фёдоров Б. Г. Англо-русский толковый словарь валютно-кредитных терминов. — М.: Финансы и статистика, 1992. — 240 с. — ISBN 5-279-00482-0
- Фёдоров Б. Г. Англо-русский банковский энциклопедический словарь. — СПб.: Лимбус Пресс, 1995. — 496 с. — ISBN 5-8370-0343-6
- Борис Фёдоров. 10 безумных лет : Почему в России не состоялись реформы. — М.: Совершенно секретно, 1999. — 256 с. — ISBN 5-89048-067-7
- Борис Фёдоров. Пытаясь понять Россию. — СПб.: Лимбус Пресс, 2000. — 288 с. — ISBN 5-8370-0235-9
- Фёдоров Б. Г. Новый англо-русский банковский и экономический словарь. — СПб.: Лимбус Пресс, 2000. — 848 с. — ISBN 5-8370-0225-1
- Фёдоров Б. Г. Пётр Столыпин: «Я верю в Россию»: в 2 т./ т.1. — СПб.: Лимбус Пресс, 2002. — 624 с. — ISBN 5-8370-0173-5
- Фёдоров Б. Г. Пётр Столыпин: «Я верю в Россию»: в 2 т./ т.2. — СПб.: Лимбус Пресс, 2002. — 272 с. — ISBN 5-8370-0174-3
- Фёдоров Б. Г. Пётр Аркадьевич Столыпин. — М.: «Российская политическая энциклопедия» (РОССПЭН), 2002. — 696 с. — ISBN 5-8243-0355-X

Серия: Историческая библиотека Б. Г. Фёдорова:
- Фёдоров Б. Г. Все министры финансов России и СССР 1802−2004. — М.: Русское экономическое общество, 2004. — 629 с. — ISBN 5-98743-001-1
- Записки М. И. Глинки. — М.: Гареева, 2004. — 448 с. — ISBN 5-94971-005-3
- Б. Фёдоров, Н. Деверилина, Т. Королева. Смоленские Глинки. 350 лет на службе России. 1654—2004. Родословная рода Глинок и потомков сестер М. И. Глинки. — М.: Гареева, 2004. — 302 с. — ISBN 5-94971-006-1
- Фёдоров Б. Г. Воспоминания В. С. Нарышкиной-Витте. — М.: Русское экономическое общество, 2005. — 336 с. — ISBN 5-98743-002-X
- Фёдоров Б. Г. Смоленская шляхта: в 2 т./ т.1. — М.: Русское экономическое общество, 2006. — 496 с. — ISBN 5-98743-003-8
- Фёдоров Б. Г. Смоленская шляхта: в 2 т./ т.2. — М.: Русское экономическое общество, 2006. — 368 с. — ISBN 5-98743-004-6